# Königsmörder (Roman)
Königsmörder (Originaltitel: Act of Oblivion) ist ein historischer Roman von Robert Harris aus dem Jahr 2022. Es geht um republikanische Engländer, die 1660 vor ihren Verfolgern in die amerikanischen Kolonien flüchten. Der Roman wurde von Wolfgang Müller übersetzt.

## Inhalt
Im England des Jahres 1660 erlässt König Karl II. eine Generalamnestie (Indemnity and Oblivion Act), die allerdings jene Personen explizit ausschließt, die den Befehl zur Enthauptung seines Vaters Karl I. unterzeichnet hatten. So müssen die beiden Protagonisten Edward Whalley und William Goffe in die Kolonien in Amerika fliehen. Dort können sie untertauchen und sind im Kampf gegen die übermächtige Kolonialmacht willkommen. Doch ihnen sind weiterhin fanatische Verfolger auf der Spur.

## Entstehung
Harris kam die Idee zum Buch beim Lesen einer Nachricht auf Twitter über die „größte Menschenjagd des 17. Jahrhunderts“. Er gab an, dass ihn die Gewalt der Hinrichtungen erschreckt habe, er sie aber für den Realismus der Erzählung dennoch in sein Buch aufgenommen habe. Im Gegensatz zu früheren Werken brauchte er allein ein Jahr für die Recherche der historischen Fakten. Dies hat ihn nach eigenen Angaben stark belastet.
Der Originaltitel Act of Oblivion heißt übersetzt „Gesetz des Vergessens“. Damit bezieht er sich auf die ausschlaggebende Amnestie zu Beginn des Buches. Nach Harris hat er bei der Änderung des Titels im deutschen Sprachraum auf die Verlagsfachleute vertraut.

## Rezeption
Nach Alex Preston im Guardian ist man bei Harris in der Hand des Meisters, durch den man dabei zusieht, wie das narrative Puzzle sich zusammenfügt. Königsmörder sei ein guter Roman über ein geteiltes Land und über unsichtbare Wunden, die langsamer heilen als sichtbare.
Nach dem WDR versteht sich Robert Harris „wie kein Zweiter darauf, darüber nicht allein spannend, sondern klug zu schreiben – mit viel Überzeugungskraft.“
Dietmar Jacobsen für Titel-Kulturmagazin: „Königsmörder ist, wie alle Romane von Robert Harris, sorgfältig recherchiert und mit einer die erzählte Geschichte einordnenden Vorbemerkung des Autors, die den Text als »fantasievolle Neuschöpfung einer wahren Geschichte« qualifiziert, und einem auch die benutzten Quellen offenlegenden Nachwort versehen.“

## Ausgaben
- Act of Oblivion. Hutchinson, London 2022, 480 Seiten, ISBN 978-1529151756.
- Königsmörder. Heyne Verlag, München 2022, 544 Seiten, ISBN 9783453273719.

## Weblink
- Review im Wall Street Journal vom 8. September 2022.